# Едсон Боаро
Едсон Боаро (порт. Édson Boaro, нар. 3 липня 1959, Сан-Жозе-ду-Ріу-Парду) — бразильський футболіст, що грав на позиції правого захисника. По завершенні ігрової кар'єри — тренер.
Виступав, зокрема, за клуби «Понте-Прета», «Корінтіанс» та «Палмейрас», а також національну збірну Бразилії, у складі якої був учасником чемпіонату світу 1986 року.

## Клубна кар'єра
У дорослому футболі дебютував 1978 року виступами за команду «Понте-Прета», в якій провів шість сезонів, взявши участь у 59 матчах чемпіонату.
Своєю грою за цю команду привернув увагу представників тренерського штабу клубу «Корінтіанс», до складу якого приєднався 1984 року і того ж року здобув «Срібний м'яч» за версією журналу «Плакар», увійшовши до символічної збірної чемпіонату Бразилії. Загалом Едсон відіграв за команду з Сан-Паулу п'ять сезонів своєї ігрової кар'єри, за які він провів у різних змаганнях 226 матчів і забив 8 голів. Саме граючи за «Корінтіанс» захисник здобув свій перший титул, вигравши чемпіонат штату Сан-Паулу 1988 року, при цьом у першій фінальній грі турніру проти «Гуарані» (1:1) він забив гол.
1989 року уклав контракт з клубом «Палмейрас», у складі якого провів наступні два роки своєї кар'єри гравця. Згодом з 1991 по 1993 рік грав у складі команд «Гуарані» (Кампінас), «Нороесте», «Санкарленсе», «Пайсанду» (Белен) та «Клуб Ремо», а завершив ігрову кар'єру у команді «Ботафогу», за яку виступав протягом 1994—1995 років.
По завершенні ігрової кар'єри став тренером і очолював низку невеликих бразильських клубів.

## Виступи за збірну
1979 року здобув золоті нагороди на Панамериканських іграх в Сан-Хуані (Пуерто-Рико).
У червні 1983 року дебютував в офіційних матчах у складі національної збірної Бразилії, з якою був учасником чемпіонату світу 1986 року у Мексиці. На турнір Едсон поїхав як основний правий захисник, зігравши повний матч у першій грі проти збірної Іспанії (1:0), але в другій, з Алжиром (1:0), він на 10-й хвилині через травму був замінений на півзахисника Фалькао. У наступних іграх на турнірі Едсона замінив резервний захисник Жозімар, який вдало проявив себе, завдяки чому назавжди витіснив Боаро зі збірної. Загалом протягом кар'єри у національній команді, яка тривала 4 роки, провів у її формі 19 матчів.

## Титули і досягнення

### Командні
- Чемпіон штату Сан-Паулу (1):

«Корінтіанс»: 1988
- Чемпіон штату Пара (1):

«Пайсанду» (Белен): 1992
- Переможець Панамериканських ігор (1):

Бразилія: 1979

### Індивідуальні
- Володар «Срібного м'яча» за версією журналу «Плакар»: 1984